# Мицо Врански
Мицо Стоянов Самарджиев, наречен Врански, е български революционер, деец на Вътрешната македоно-одринска революционна организация.

## Биография
Мицо Стоянов е роден в 1866 година в село Враня, откъдето носи прякора си Врански. Получава основно образование и се занимава с търговия. Влиза във ВМОРО и основава революционен комитет в родното си село. В 1903 година по време на Илинденско-Преображенското въстание е четник в четата на Яне Сандански. След въстанието е арестуван и лежи в затвора в Мелник и в Солун. След освобождаването му става четник в четите на Яне Сандански и Христо Чернопеев и е нелегален член на Мелнишкия околийски комитет.
Мицо Врански е убит в Бошнак хан, Солун, заедно с Танчо Атанасов на 24 септември 1908 година от Тане Николов при неуспешен атентат срещу Яне Сандански.